# 陳容淳
陳容淳（1557年—？），字之初，號還樸，湖廣德安府應城縣人，官籍，明朝政治人物。

## 生平
隆庆四年（1570年）庚午科湖廣鄉試二十四名，萬曆十四年（1586年）丙戌科會試六十一名，登三甲第十一名。都察院观政，任行人司行人。十九年八月选授南京吏科给事中，二十年二月巡视京营，二十二年养病，以京察闲住。

## 家族
曾祖陳鍊，舉人，曾任□□通判；祖父陳善士，曾任庠生；父陳德駿，曾任舉人知縣。嫡母寇氏；生母唐氏；繼母程氏。严侍下。兄陳條（見任四川眉州知州）、容雅、容雝、容穆、容清，俱庠生。弟容確、容舒、容焞，俱庠生；容春、容諧、容恂、容慎、容熺、容涍、容碗。